# Холод (оповідання)
«Холод» (англ. Cool Air, дослівно «холодне повітря») — оповідання американського письменника Говарда Ф. Лавкрафта написане у березні 1926 року і вперше опубліковане у номері «Tales of Magic and Mystery» за березень 1928 року.

## Сюжет
Події твору розгортаються навесні 1923 року, коли оповідач орендував житло у 4-поверховій кам'яниці на 14-й Західній вулиці Нью-Йорка.
Досліджуючи витік хімікалій зі своєї стелі, він дізнається про сусіда згори — доктора Муньєса, що мешкає самітником і вражений невідомою хворобою, для подолання якої має повсякчас приймати ванни з аміачних хімікалій та знаходитись у холоді.
Одного разу в оповідача стався серцевий напад і, пам'ятаючи професію Муньєса, він звернувся до нього по допомогу. Він був вражений компетентністю доктора і з того часу став його постійним гостем. В міру знайомства головний герой дізнається, що Муньєс хворобливо захоплений ідеєю протистояння смерті всіма доступними способами. 18 років тому його вже покійний товариш — доктор Торрес врятував Муньєса. І з того часу він може жити лише за температури не вище 56 градусів за Фаренгейтом (13 градусів за Цельсієм). У квартирі цю температуру постійно підтримує спеціальна холодильна система, яка працює завдяки насосам та бензиновому двигунові.
Одного вечора насос в системі Мун'єса ламається і він молить оповідача про допомогу. Той намагається знайти необхідні деталі в магазинах, але ті давно зачинені. Зранку, обклавши льодом квартиру, вирушає в місто на пошуки. Але вертається він запізно, заставши лише рештки доктора, що швидко розкладаються, і його останній лист. З листа стає зрозуміло, що насправді Муньєс помер ще 18 років тому, а труп, який доктор Торес дістав з могили та повернув до життя, всі ці роки намагався уповільнити процес розкладання.